# Caucagua (paroisse civile)
Pour les articles homonymes, voir Caucagua.
Caucagua est l'une des huit paroisses civiles de la municipalité d'Acevedo dans l'État de Miranda au Venezuela. Sa capitale est Caucagua, chef-lieu de la municipalité. En 2011, sa population s'élève à 27 948 habitants.

## Géographie

### Démographie
Hormis sa capitale Caucagua, la paroisse civile possède plusieurs localités :
- Agua Fría
- Altragracia
- Caucagua
- Chuspita
- Ibarra
- La Encruzijada
- Merecure de la Vega
- Mesa de Urape
- Santa Elena
- Turupa